# Quadrax
Quadrax je slovenská logická počítačová hra pro počítače PC vytvořená studiem Cauldron, ale existovala i pro 8bitové mikropočítače ZX Spectrum.

## Herní mechanismy
Hra je dvourozměrná. Pohled na prostor úrovně je z boku. Úroveň je v záběru kamery statická. Hlavními postavami jsou dva archeologové na záchranné misi. Oba lze ovládat nezávisle a jejich koordinace je klíčem k vyřešení každé úrovně. Navzájem si pomáhají přepínáním spínačů, posouváním kamenných bloků, otevíráním dveří, posouváním výtahů a mnoha dalšími způsoby, jak se dostat k předem určenému východu. Cílem je společně opustit místnost nebo jeskyni a společně uniknout z nebezpečné oblasti. Hru lze hrát jako hru pro jednoho hráče, kdy jeden hráč ovládá obě postavy, nebo jako kooperativní hru, kdy každý hráč dostane k ovládání jednu postavu. Hra nemá žádný časový limit během hry, a tak hráč není pod tlakem.

## Produkce

### Verze pro ZX Spectrum
Autory původní myšlenky pro ZX Spectrum jsou David Durčák a Marián Ferko. Inspiraci čerpali z původních logických her jako Sokoban a Thunderbirds. Hra byla vytvořena na počítačích Didaktik Gama. Finální verze hry již byla dokončena v emulátoru ZX na PC pod operačním systémem MS-DOS. Tato verze měla 50 úrovní. Více se jich do paměti počítače nevešlo. Hra byla dokončena v roce 1993, ale Ultrasoft ji začal distribuovat na kazetách a disketách až v roce 1994.

### Verze pro MS-DOS
V roce 1995 autoři hru realizovali a vydali na PC pro operační systém MS-DOS. Hra obsahuje vylepšené herní mechanismy oproti verzi pro ZX. Grafický režim není standardní a běží v takzvaném režimu X, který umožňoval o něco vyšší rozlišení než standardních 320x240 pixelů. Hra již obsahovala kompletní příběh, animované příběhové sekvence, kompletní ozvučení s hudbou a 100 úrovní (levelů). Hra byla distribuována na CD, neboť velikost jejích datových souborů byla cca 10 MB.

## Přijetí a odkaz
Hra pro platformu ZX Spectrum byla vyvinuta v roce 1993, ale vyšla s ročním zpožděním, protože Ultrasoft již delší dobu shromažďoval větší balík her k distribuci. Hra nakonec vyšla v roce 1994 a prodávala se pouze v České republice a na Slovensku. Hra byla vydána na kazetě a disketě. V recenzích hra získala mimořádně vysoké hodnocení. V časopise BIT měla hodnocení 9/10. Vzhledem k tomu, že platforma ZX Spectrum byla v té době již na ústupu a do popředí se dostávaly počítače s MS-DOS, nebyl prodej příliš vysoký.
Dne 8. března 2023 realizovalo Slovenské centrum designu výstavu „8 bit“, která mapuje slovenskou herní tvorbu z 80. a 90. let. Jednou z hlavních her této výstavy byla hra Quadrax. Na výstavě mohli návštěvníci vidět rozsáhlý rozhovor se spoluautorem hry o problematice tvorby na 8bitových počítačích, originální programátorský počítač použitý při výrobě hry, osobní poznámky na papíře ze samotné výroby hry nebo dobové recenze v časopisech.
V roce 1995 autoři vytvořili pokračování hry na platformě MS-DOS. Tuto hru distribuovala společnost Riki. Prodávala se především v České republice a na Slovensku. Hra rovněž získala vysoké hodnocení. V časopise SCORE získala 8/10. Vzhledem k nízké atraktivitě logických her byly prodeje uspokojivé. Ve své době se stala nejúspěšnější logickou hrou na Slovensku a v České republice.
Protože studio Cauldron navzdory úspěchu hry nevytvořilo její oficiální pokračování, fanoušci si nakonec vytvořili vlastní pokračování. Obzvláště úspěšné jsou verze od tvůrce jménem Josef Kreutzer, který dosud vytvořil 8 pokračování (2025). Autoři původního díla mu udělili svolení k nekomerčnímu využití názvu a herních mechanik.